# Ignacy Daszyński
Ignacy Ewaryst Daszyński (26. října 1866 Zbaraž – 31. října 1936 Bystrá) byl rakouský a polský politik, na přelomu 19. a 20. století poslanec Říšské rady, později politik poválečného samostatného Polska (v listopadu 1918 krátce první předseda vlády Polska).

## Biografie
V říjnu 1892 patřil mezi první organizátory Polské sociálně demokratické strany v Haliči.
Na konci 19. století se zapojil i do celostátní politiky. Ve volbách do Říšské rady roku 1897 byl zvolen do Říšské rady (celostátní zákonodárný sbor) za kurii všeobecnou, 2. volební obvod: Krakov. Za týž obvod uspěl i ve volbách do Říšské rady roku 1901. Ve volbách do Říšské rady roku 1907, konaných poprvé podle všeobecného a rovného volebního práva, poslancem zvolen nebyl, ale členem parlamentu se stal již 19. prosince 1907 poté, co na mandát v obvodu Slezsko 15 rezignoval Tadeusz Reger. Usedl do poslanecké frakce Klub polských sociálních demokratů. Mandát obhájil ve volbách do Říšské rady roku 1911, tentokrát za obvod Halič 11. Byl nyní členem parlamentní frakce Polský klub. K roku 1911 se profesně uvádí jako spisovatel. Poslancem byl až do zániku monarchie.
Od roku 1903 se účastnil kongresů Socialistické internacionály. Byl stoupencem obnovy polského státu. Od roku 1912 spolupracoval s Józefem Piłsudským. Od roku 1912 redigoval polský sociálně demokratický deník Naprzód v Krakově. Jeho politická kariéra vyvrcholila po zániku Rakouska-Uherska. Od 7. listopadu do 14. listopadu 1918 byl krátce předsedou vlády Polské republiky v Lublinu. 26. ledna 1919 byl zvolen za Polskou socialistickou stranu do Sejmu a opětovně zde mandát poslance získal v roce 1922, 1928 a 1930. Od července 1920 do ledna 1921 byl místopředsedou vlády, kterou vedl Wincenty Witos. Od roku 1928 do roku 1930 byl předsedou Sejmu a bránil parlamentní procedury před tlakem autoritativního režimu Józefa Piłsudského. V roce 1931 onemocněl a stáhl se z aktivní politiky.